# Rally de Alemania de 2015
El Rally de Alemania de 2015, oficialmente 33. ADAC Rallye Deutschland, fue la trigésimo tercera edición y la novena ronda de la temporada 2015 del Campeonato Mundial de Rally. Se celebró del 20 del al 23 de agosto y contó con un itinerario de 21 tramos sobre tierra que sumaron un total de 374.43 km cronometrados. Fue también la novena ronda de los campeonatos WRC 2 y WRC 3.
Sébastien Ogier se quedó con la victoria con un tiempo de 3:35:49.5 dejando por detrás a Latvala a 23.0s y a Mikkelsen a más de un minuto.

## Itinerario
| Día    | Tramo | Nombre                   | Distancia | Ganador de la etapa               | No. | Equipo                   | Tiempo  | Líder de la general               |
| ------ | ----- | ------------------------ | --------- | --------------------------------- | --- | ------------------------ | ------- | --------------------------------- |
| 21 Ago | SS1   | Sauertal 1               | 14.84 km  | Sébastien Ogier Julien Ingrassia  | 1   | Volkswagen Motorsport    | 7:58.4  | Sébastien Ogier Julien Ingrassia  |
| 21 Ago | SS2   | Waxweiler 1              | 16.40 km  | Sébastien Ogier Julien Ingrassia  | 1   | Volkswagen Motorsport    | 9:33.1  | Sébastien Ogier Julien Ingrassia  |
| 21 Ago | SS3   | Moselland 1              | 23.24 km  | Jari-Matti Latvala Miikka Anttila | 2   | Volkswagen Motorsport    | 14:01.1 | Jari-Matti Latvala Miikka Anttila |
| 21 Ago | SS4   | Mittelmosel 1            | 13.67 km  | Sébastien Ogier Julien Ingrassia  | 1   | Volkswagen Motorsport    | 8:06.9  | Jari-Matti Latvala Miikka Anttila |
| 21 Ago | SS5   | Sauertal 2               | 14.84 km  | Sébastien Ogier Julien Ingrassia  | 1   | Volkswagen Motorsport    | 7:56.4  | Sébastien Ogier Julien Ingrassia  |
| 21 Ago | SS6   | Waxweiler 2              | 16.40 km  | Sébastien Ogier Julien Ingrassia  | 1   | Volkswagen Motorsport    | 9:38.5  | Sébastien Ogier Julien Ingrassia  |
| 21 Ago | SS7   | Moselland 2              | 23.24 km  | Sébastien Ogier Julien Ingrassia  | 1   | Volkswagen Motorsport    | 13:54.2 | Sébastien Ogier Julien Ingrassia  |
| 21 Ago | SS8   | Mittelmosel 2            | 13.67 km  | Sébastien Ogier Julien Ingrassia  | 1   | Volkswagen Motorsport    | 8:02.6  | Sébastien Ogier Julien Ingrassia  |
| 22 Ago | SS9   | Grafschaft 1             | 18.35 km  | Sébastien Ogier Julien Ingrassia  | 1   | Volkswagen Motorsport    | 10:44.1 | Sébastien Ogier Julien Ingrassia  |
| 22 Ago | SS10  | Bosenberg 1              | 17.13 km  | Jari-Matti Latvala Miikka Anttila | 2   | Volkswagen Motorsport    | 9:14.9  | Sébastien Ogier Julien Ingrassia  |
| 22 Ago | SS11  | Arena Panzerplatte 1     | 2.87 km   | Sébastien Ogier Julien Ingrassia  | 1   | Volkswagen Motorsport    | 1:46.5  | Sébastien Ogier Julien Ingrassia  |
| 22 Ago | SS12  | Arena Panzerplatte 2     | 2.87 km   | Sébastien Ogier Julien Ingrassia  | 1   | Volkswagen Motorsport    | 1:45.6  | Sébastien Ogier Julien Ingrassia  |
| 22 Ago | SS13  | Panzerplatte Long 1      | 45.61 km  | Sébastien Ogier Julien Ingrassia  | 1   | Volkswagen Motorsport    | 25:39.1 | Sébastien Ogier Julien Ingrassia  |
| 22 Ago | SS14  | Grafschaft 2             | 18.35 km  | Jari-Matti Latvala Miikka Anttila | 2   | Volkswagen Motorsport    | 10:41.2 | Sébastien Ogier Julien Ingrassia  |
| 22 Ago | SS15  | Arena Panzerplatte 3     | 2.87 km   | Jari-Matti Latvala Miikka Anttila | 2   | Volkswagen Motorsport    | 1:45.7  | Sébastien Ogier Julien Ingrassia  |
| 22 Ago | SS16  | Panzerplatte Long 2      | 45.61 km  | Sébastien Ogier Julien Ingrassia  | 1   | Volkswagen Motorsport    | 25:34.0 | Sébastien Ogier Julien Ingrassia  |
| 22 Ago | SS17  | Bosenberg 2              | 17.13 km  | Sébastien Ogier Julien Ingrassia  | 1   | Volkswagen Motorsport    | 9:13.6  | Sébastien Ogier Julien Ingrassia  |
| 23 Ago | SS18  | Stein & Wein 1           | 19.59 km  | Elfyn Evans Daniel Barritt        | 5   | M-Sport World Rally Team | 10:48.0 | Sébastien Ogier Julien Ingrassia  |
| 23 Ago | SS19  | Dhrontal 1               | 14.08 km  | Jari-Matti Latvala Miikka Anttila | 2   | Volkswagen Motorsport    | 9:10.5  | Sébastien Ogier Julien Ingrassia  |
| 23 Ago | SS20  | Stein & Wein 2           | 19.59 km  | Sébastien Ogier Julien Ingrassia  | 1   | Volkswagen Motorsport    | 10:45.7 | Sébastien Ogier Julien Ingrassia  |
| 23 Ago | SS21  | Dhrontal 2 (Power Stage) | 14.08 km  | Jari-Matti Latvala Miikka Anttila | 2   | Volkswagen Motorsport    | 9:07.4  | Sébastien Ogier Julien Ingrassia  |

### Power Stage
El power stage al igual que en las anteriores carreras fue la última etapa del rally y tuvo un recorrido total de 14.08 km.
| Pos | Piloto             | Coche                 | Tiempo | Dif. | Pts |
| --- | ------------------ | --------------------- | ------ | ---- | --- |
| 1   | Jari-Matti Latvala | Volkswagen Polo R WRC | 9:07.4 | 0.0  | 3   |
| 2   | Kris Meeke         | Citroën DS3 WRC       | 9:08.6 | +1.2 | 2   |
| 3   | Dani Sordo         | Hyundai i20 WRC       | 9:09.1 | +1.7 | 1   |

## Clasificación final
| Pos.                  | No.                   | Piloto                | Copiloto              | Equipo                         | Coche                 | Tiempo                | Diferencia            | Puntos                |                       |
| Clasificación General | Clasificación General | Clasificación General | Clasificación General | Clasificación General          | Clasificación General | Clasificación General | Clasificación General | Clasificación General | Clasificación General |
| --------------------- | --------------------- | --------------------- | --------------------- | ------------------------------ | --------------------- | --------------------- | --------------------- | --------------------- | --------------------- |
| 1                     | 1                     | Sébastien Ogier       | Julien Ingrassia      | Volkswagen Motorsport          | Volkswagen Polo R WRC | 3:35:49.5             |                       | 25                    |                       |
| 2                     | 2                     | Jari-Matti Latvala    | Miikka Anttila        | Volkswagen Motorsport          | Volkswagen Polo R WRC | 3:36:12.5             | +23.0                 | 21                    |                       |
| 3                     | 9                     | Andreas Mikkelsen     | Mikko Markkula        | Volkswagen Motorsport II       | Volkswagen Polo R WRC | 3:37:46.1             | +1:56.6               | 15                    |                       |
| 4                     | 8                     | Dani Sordo            | Marc Martí            | Hyundai Motorsport             | Hyundai i20 WRC       | 3:37:58.8             | +2:09.3               | 13                    |                       |
| 5                     | 7                     | Thierry Neuville      | Nicolas Gilsoul       | Hyundai Motorsport             | Hyundai i20 WRC       | 3:38:23.3             | +2:33.8               | 10                    |                       |
| 6                     | 5                     | Elfyn Evans           | Daniel Barritt        | M-Sport World Rally Team       | Ford Fiesta RS WRC    | 3:38:41.6             | +2:52.1               | 8                     |                       |
| 7                     | 4                     | Mads Østberg          | Jonas Andersson       | Citroën Total Abu Dhabi WRT    | Citroën DS3 WRC       | 3:39:02.0             | +3:12.5               | 6                     |                       |
| 8                     | 6                     | Ott Tänak             | Raigo Mõlder          | M-Sport World Rally Team       | Ford Fiesta RS WRC    | 3:40:16.1             | +4:26.6               | 4                     |                       |
| 9                     | 20                    | Hayden Paddon         | John Kennard          | Hyundai Shell World Rally Team | Hyundai i20 WRC       | 3:40:36.3             | +4:46.8               | 2                     |                       |
| 10                    | 12                    | Stéphane Lefebvre     | Stéphane Prévot       | Citroën Total Abu Dhabi WRT    | Citroën DS3 WRC       | 3:40:44.0             | +4:54.5               | 1                     |                       |
| 12                    | 3                     | Kris Meeke            | Paul Nagle            | Citroën Total Abu Dhabi WRT    | Citroën DS3 WRC       | 3:46:50.2             | +11:00.7              | 2                     |                       |